# Phare de Prospect Point
Le phare de Prospect Point est un phare situé sur le côté sud du port de Vancouver et à côté du Pont Lions Gate dans le District régional du Grand Vancouver (Province de la Colombie-Britannique), au Canada.
Ce phare est géré par la Garde côtière canadienne .

## Histoire
Un phare fut établi en 1888, proche de Pont Lions Gate après que le navire à vapeur Beaver ait heurté Prospect Point. Il a été mis en service en même temps que l'ouverture du Parc Stanley. Sa première lumière était perchée sur la maison du gardien et émettait un feu blanc fixe. Il était équipé d'une cloche de brouillard. Ce phare est resté debout jusqu'en 1938.
Le phare actuel, en béton armé, a été mis en service en 1948 avec une lumière rouge.

## Description
Le phare est une tour effilée à base carrée blanche, sans lanterne, de 8 m de haut, avec une bande horizontale rouge. Il émet, à une hauteur focale de 11,5 m, un éclat rouge toutes les 2 secondes. Sa portée nominale est de 10 milles nautiques (environ 18 km). 
Identifiant : ARLHS : CAN-1308 - Amirauté : G-5434 - NGA : 12998 - CCG : 0392 .

## Caractéristique duFeu maritime
Fréquence : 2 secondes (R)
- Lumière : 1 seconde
- Obscurité : 1 seconde

|                              |
| Localisation du Parc Stanley |

|                   |
| Lions Gate Bridge |

### Lien connexe
- Liste des phares de la Colombie-Britannique